# What's Left of Me
What's Left of Me är ett album med Nick Lachey från 2006 och det är hans andra studioalbum.

## Låtlista
1. What's Left of Me (Jess Cates, Emanuel Kiriakou, Nick Lachey, Lindy Robbins) – 4:06
2. I Can't Hate You Anymore (Cates, Lachey, Robbins, Rob Wells) – 3:54
3. On Your Own (Luke McMaster, Wally Gogel, Xandy Barry) – 3:06
4. Outside Looking in (Cates, Lachey, Dan Muckala, Robbins) – 3:20
5. Shades of Blue (Muckala, Liz Vidal) – 4:18
6. Beautiful (Peer Astrom, Anders Bagge, Andreas Carlsson, Lachey) - 3:34
7. Everywhere But Here (Greg Johnston, David Martin, R. Wells) – 3:29
8. I Do It for You (Astrom, Bagge, Carlsson, Lachey) – 3:23
9. Run to Me (Cates, Lachey, Muckala, Robbins) – 3:32
10. Ghosts (Jamie Cullum, Kara DioGuardi, Greg Wells) – 4:10
11. You're not Alone (Astrom, Bagge, Carlsson, Lachey) – 3:43
12. Resolution (Cates, Lachey, Robbins, R. Wells) – 3:55

## Singlar
- What's Left of Me
- I Can't Hate You Anymore
- Resolution